# Логинов, Дмитрий Александрович
Дмитрий Александрович Логинов — капитан Министерства внутренних дел Российской Федерации, участник антитеррористических операций в период Второй чеченской войны, погиб при исполнении служебных обязанностей, кавалер ордена Мужества (посмертно).

## Биография
Дмитрий Александрович Логинов родился 11 октября 1970 года в селе Кузнецово Марийской АССР. В июне 1994 года был призван на службу в Вооружённые Силы Российской Федерации. Демобилизовавшись, окончил Марийский государственный политехнический институт. В июле 1996 года поступил на службу в органы Министерства внутренних дел Российской Федерации. Занимал должность оперуполномоченного 1-го оперативно-боевого отделения Специального отряда быстрого реагирования Управления по борьбе с организованной преступностью при Министерстве внутренних дел Республики Марий Эл. Неоднократно принимал участие в задержании вооружённых преступников, проведении оперативно-розыскных мероприятий.
С началом Второй чеченской войны два раза ездил в командировки на Северный Кавказ в составе групп марийских собровцев, принимал участие в ликвидации незаконных вооружённых формирований на территории Чеченской Республики. Принимал участие в боях за город Грозный в конце 1999 — начале 2000 годов.
24 мая 2000 года Логинов поехал в свою вторую командировку в Чечню. 24 июля 2000 года перед сводным отрядом СОБР, в который входила и группа марийских собровцев, была поставлена задача произвести зачистку в одном райцентров республики — Урус-Мартане. Выдвинувшись рано утром из места своей постоянной дислокации в Грозном, она проезжала по улицам чеченской столицы. В районе улицы Заветы Ильича автомашина марийских собровцев была подорвана сепаратистами при помощи радиоуправляемой фугасной мины, находившиеся в ней сотрудники получили ранения и контузии, но приняли бой. Под сильным обстрелом из автоматов и гранатомётов они организовали отпор боевикам. Логинов, получивший тяжёлое ранение, продолжал сражаться наравне со всем, спас жизни нескольким товарищам, вытащив их из горящей машины. Через некоторое время в транспорте взорвались боеприпасы, в результате чего он получил смертельные ранения и скончался.
Указом Президента Российской Федерации капитан милиции Дмитрий Александрович Логинов посмертно был удостоен ордена Мужества.

## Память
- Именем Логинова названа улица в столице Республики Марий Эл — городе Йошкар-Оле[3].
- В память о Логинове в Йошкар-Оле установлена мемориальная доска[4].
- Имя Логинова увековечено на Мемориальном комплексе «Скорбящая мать», расположенном около здания Марийского республиканского Министерства внутренних дел[2].
- Имя Логинова носит открытый чемпионат по стрельбе из боевого оружия, проводящийся ежегодно среди личного состава подразделений специального назначения МВД Республики Марий Эл[2].